# Omaha (Arkansas)
Omaha – miasto w Stanach Zjednoczonych, w stanie Arkansas, w hrabstwie Boone.